# Pierre-Yves Artaud
Pierre-Yves Artaud (Parijs, 13 juli 1946) is een Frans fluitist, componist en muziekpedagoog.

## Opleiding
Artaud sloot zijn studie aan het Conservatoire de Paris af met een eerste prijs voor fluit en kamermuziek. 

## Activiteiten

### Solist
Na zijn studie begon hij zijn internationale carrière. Hij speelde onder dirigenten als Pierre Boulez, Jean-Claude Casadesus, Charles Dutoit, Peter Eötvös, Lawrence Foster, Arturo Tamayo en Tsung Yeh. Zijn interesse gaat met name uit naar hedendaagse muziek. Veel componisten schreven voor hem, waaronder Gilbert Amy, André Boucourechliev, Franco Donatoni, Brian Ferneyhough, Sofia Goebaidoelina, Toshio Hosokawa, Klaus Huber, Betsy Jolas, Michael Lévinas, Paul Mefano, Emmanuel Nunes, Luis de Pablo en Yoshihisa Taira.

### Ensembles
In 1965 richtte Artaud het fluitkwartet Arcadie op. In 1985 was hij de oprichter van het Orchestre de flûtes français. Artaud speelde in het Ensemble 2e2m, waarvan hij ook de artistiek leider was van 1994 tot 1997. 

### Wetenschapper en docent
In 1981 werd hij door Pierre Boulez gevraagd om het onderzoek naar muziekinstrumenten {Atelier de recherche instrumentale) te leiden bij het Institut de recherche et coordination acoustique/musique (IRCAM), dat hij leidde tot 1986.
Artaud is docent fluit, kamermuziek en didactiek aan het Conservatoire national supérieur de musique et de danse de Paris en fluit en kamermuziek aan de private muziekschool de École normale de musique de Paris. Hij gaf ook verscheidene masterclasses, in Europa en in Azië, met name in Japan. Artaud schreef een methode voor fluit en een aantal werken over fluitdidactiek. 

## Prijzen en onderscheidingen
In 1978 ontving Artaud de Médaille des Arts, Sciences et Lettres. Hij kreeg drie maal (in 1983, 1985 en 1995) de prijs van de Académie Charles-Cros. Verder ontving hij in 1982 de prijs voor de interpretatie van de hedendaagse Franse muziek van de SACEM (Société des auteurs, compositeurs et éditeurs de musique) Van dezelfde organisatoe kreeg hij in 1998 de prijs wegens zijn prestaties op pedagogisch gebied. In 1984 ontving hij de grote platenprijs in Japan.

## Composities
- Sept soleils, quatre pierres, trois terres voor geluidsband (1986)
- Ruf(e), l'appel de l'avalanche voor geluidsband (1991)
- La Route du sel voor geluidsband of fluitensemble (1991)
- Soleil noir (1991)
- Disposition voor geluidsband of ensemble (1992)
- Iso-la voor ensemble (1992)
- Eole voor piccolo solo (1993)
- Catalogue sonore Louis Pons (1993)
- Chitra voor fluit en geluidsband (1996)

## Publicaties
- Méthode élémentaire pour la flûte traversière, Editions Lemoine, 1972
- met Gérard Geay Flûtes au Présent, Editions Jobert-Transatlantiques, 1980
- La Flûte, Editions Jean-Claude Lattes, 1986
- A propos de pédagogie, Editions Billaudot, 1996